# Teilhet, Puy-de-Dôme

Teilhet este o comună în departamentul Puy-de-Dôme, Franța. În 1 ianuarie 2022 avea o populație de 283 de locuitori.